# Acrotocepheus horakae
Acrotocepheus horakae är en kvalsterart som beskrevs av Sandór Mahunka 1987. Acrotocepheus horakae ingår i släktet Acrotocepheus och familjen Otocepheidae. Inga underarter finns listade i Catalogue of Life.